# ألف كليفيرلي
ألف كليفيرلي (بالإنجليزية: Alf Cleverley)‏ (18 سبتمبر 1907 – 2 أغسطس 1992) هو ملاكم نيوزيلندي راحل، مثّل بلاده في الألعاب الأولمبية الصيفية 1928.

## روابط خارجية
ألف كليفيرلي على موقع بوكس ريك (الإنجليزية) (registration required)
- ألف كليفيرلي على موقع أوليمبيديا (الإنجليزية)
- ألف كليفيرلي على موقع اللجنة الأولمبية النيوزيلندية (الإنجليزية)